# Đảng vì Tự do
Đảng vì Tự do  (tiếng Hà Lan: Partij voor de Vrijheid, PVV) là một đảng chính trị dân tộc chủ nghĩa Hà Lan và chính trị gia cánh hữu ở Hà Lan.
Được thành lập vào năm 2006 với tư cách là người kế nhiệm đảng duy nhất của Geert Wilders trong Hạ viện, đảng này đã giành 9 ghế trong cuộc tổng tuyển cử năm 2006, trở thành đảng lớn thứ năm trong Quốc hội. Trong cuộc tổng tuyển cử năm 2010 nó đã giành được 24 ghế, làm cho nó là đảng lớn thứ ba. Vào thời điểm đó, PVV đã đồng ý hỗ trợ chính phủ thiểu số dưới sự lãnh đạo của Thủ tướng Mark Rutte mà không có các bộ trưởng trong nội các. Tuy nhiên PVV đã rút lại sự ủng hộ của mình vào tháng 4 năm 2012 do sự khác biệt về cắt giảm ngân sách tại Catshuis. Đây là lần thứ ba trong cuộc bầu cử Nghị viện Châu Âu năm 2014, giành bốn trong số 26 ghế.
PVV kêu gọi các mục như việc giam giữ hành chính và lập trường phân biệt đối xử đối với người nhập cư vào xã hội Hà Lan, Đảng Tự do, khác với các bên trung tâm được thành lập ở Hà Lan (như Đảng Nhân dân vì Tự do và Dân chủ, VVD). Bên cạnh đó, đảng này luôn coi là chủ nghĩa hoài nghi châu Âu và kể từ đầu tháng 7 năm 2012, theo chương trình trình bày cho cuộc bầu cử vài tháng sau đó vào tháng 9, đảng này ủng hộ mạnh mẽ việc rút khỏi EU.
Đảng vì Tự do là một đảng liên kết với Geert Wilders là thành viên duy nhất của nó. Đảng không đủ điều kiện để nhận khoản tài trợ của chính phủ Hà Lan và dựa vào các khoản đóng góp.